# Alvington (Gloucestershire)
Alvington é uma paróquia e aldeia de Forest of Dean, no condado de Gloucestershire, na Inglaterra. De acordo com o Censo de 2011, tinha 506 habitantes. Tem uma área de 6,59 km².